# Evelyn Paul
Evelyn Maude Blanche Paul (Londres, 4 de noviembre de 1883 – Ibídem, 29 de enero de 1963) fue una artista británica conocida por sus ilustraciones de libros, incluyendo aquellos trabajos que reproducían el estilo de iluminaciones medievales. Su trabajo muestra una variedad de las influencias de diversos movimientos artísticos como el arte gótico, el modernismo y el conocido como Arts and Crafts. Entre sus influencias más significativas se incluye al artista prerrafaelita Dante Gabriel Rossetti.

## Biografía
Blanche Paul nació el 4 de noviembre de 1883, en el número 30 de Torriano Avenue, Kentish Town, en el norte de Londres. Su padre era el retratista Robert Boyd Paul (1819–1903), y su madre era Annie Née McGlashan (nacida en 1858 en Gibraltar), hija de un sargento de la Artillería Real y la segunda esposa de Robert Paul. 
En su adolescencia, Evelyn asistió a la escuela de arte en Londres y en 1906 ingresó al Concurso Nacional de Escuelas de Arte. El 1 de junio de 1911 se casó con el artista Alexander George Small (1875-1923), hijo de William Small (1843-1929), un conocido pintor y miembro honorario de la Royal Scottish Academy. Alexander murió doce años después en el Hospital St Pancras, de Londres, a la edad de 48 años. Evelyn murió de bronconeumonía en el mismo hospital el 29 de enero de 1963, a los 79 años de edad. 

## Trabajos seleccionados
- Stories from Dante (1911)
- The Romance of Tristram of Lyones and La beale Isoude (1913)
- Dante's La Vita Nuova (1916)
- Aucassin & Nicolete (1917)
- Clair de Lune and Other Troubadour Romances (1921)

## Galería

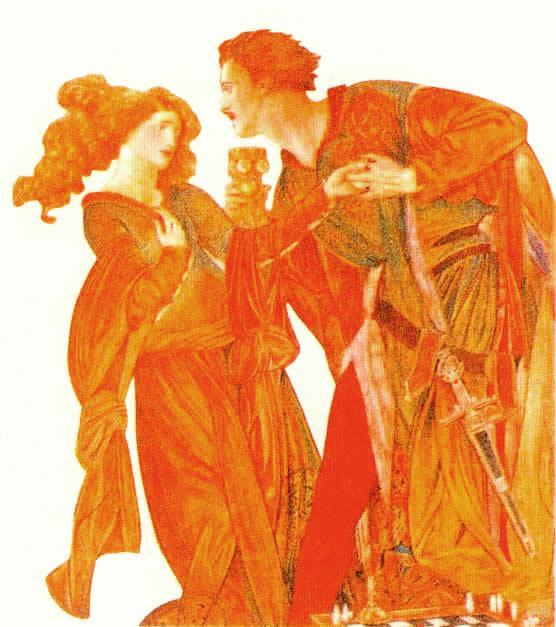
Tristan and Isolde
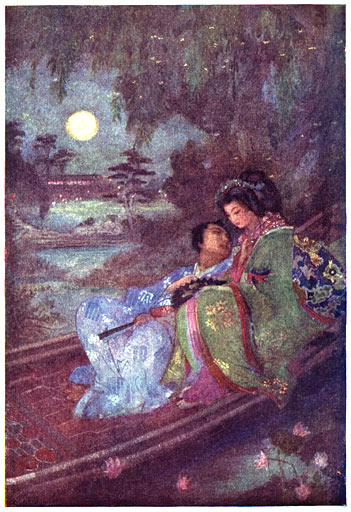
Lovers Exchanging Fans